# Gymnura tentaculata
Gymnura tentaculata es una especie de raya de la familia Gymnuridae
No presentaba datos de citas recientes y había sido evaluada como en peligro crítico, Posiblemente Extinta en la Lista Roja de Especies Amenazadas de la UICN. Recientemente, un programa de monitoreo específico de elasmobranquios llevado a cabo entre octubre de 2019 y julio de 2020 permitió el descubrimiento de una población de la especie a lo largo de las aguas del sur de Irán.

## Descripción física
Las especies del género Gymnura se diferencian de otros batoideos por presentar un disco característico en forma de rombo (pudiendo duplicar el tamaño del ancho  sobre el largo del disco).[cita requerida]
- Aletas pectorales fusionadas con la cabeza y el tronco, lo que le proporciona un aspecto característico.[cita requerida]
- Ojos pequeños y prominentes. Presenta unos apéndices cortos en el margen posterior de los espiráculos, comúnmente llamados tentáculos, de ahí la atribución de su nombre científico, aunque la función de estos apéndices difiere de la de un tentáculo, todavía no se conoce exactamente cual es su función.[cita requerida]
- Cola muy corta, presenta una aleta doral pequeña en la base de la cola, también presenta aguijones venenosos que pueden variar de 1 a 3.[cita requerida]
- Piel lisa. El color dorsal es gris amorronado, de apariencia marmórea con manchas redondas más claras, mientras que la zona ventral es blanca.[cita requerida]

- El tamaño máximo registrado hasta el momento en esta especie está comprendido entre los  76 cm - 86 cm, la madurez sexual de los machos se determina alrededor de los 40 cm aproximadamente, se desconoce el tamaño de las hembras en su madurez sexual, tampoco se tienen datos de su talla al nacimiento.[cita requerida]

## Distribución y hábitat
Pacífico indo-occidental, Mar Rojo hasta la Bahía de Bengala. Bentónico costero hasta una profundidad de al menos 75 m. Se tiene poca información acerca de su hábitat y biología. Dieta probablemente basada en teleósteos, como otras rayas mariposa.[cita requerida]